# Alphonse Luisier
Alphonse Luisier (Bagnes, Valais, Suíça, 6 de Fevereiro de 1872 — Areias (Santo Tirso), 4 de Novembro de 1957) foi um botânico, especialista em musgos e hepáticas. Sacerdote católico, membro da Sociedade de Jesus, professor no Colégio de Campolide (Lisboa), dedicou-se ao estudo dos musgos e outras briófitas, especialmente de Portugal, da Galiza e da ilha da Madeira, sendo um dos primeiros briologistas da Península Ibérica. Foi Doutor honoris causa pela Faculdade de Ciências da Universidade do Porto (1942), sócio de sociedades científicas como a Academia das Ciências de Lisboa e a Sociedade Broteriana e sócio fundador da Sociedade de Ciências Naturais, da Societé Valaisienne de Sciences Naturelles e da Sullevant's Moss Society.